# 御幸町 (弘前市)
御幸町（みゆきちょう）は、青森県弘前市の地名。郵便番号は036-8185。2017年6月1日現在の人口は636人、世帯数は365世帯。

## 地理
- 東側を品川町、西側を富田が並行し、青森県道109号弘前平賀線が南端を貫通する町。北から東南にかけて品川町、東南から南にかけて大富町、南から南西にかけて富野町、西は富田に接する。

## 歴史

### 沿革
- 1956年（昭和31年） - 現在：富田・新品川町の一部と富田新町全域から分離。御幸町になる。

### 地名の由来
- 1915年（大正4年）に陸軍特別大演習の際、大正天皇が当地にあった旧弘前偕行社に行幸したことにちなむ。

## 施設

### 教育
- みどり保育園
- 弘前市立大成小学校
- 弘前総合医療センター付属看護学校

### 医療
- クドウ内科医院
- 佐藤外科

### 商業
- オクデラ写真館
- おさりセンベイ店

### 観光
- 太宰治まなびの家
- 旧弘前偕行社

## 小・中学校の学区
市立小・中学校に通う場合、学区は以下の通りとなる。
| 町丁   | 番・番地 | 小学校             | 中学校             |
| ------ | -------- | ------------------ | ------------------ |
| 御幸町 | 全域     | 弘前市立大成小学校 | 弘前市立第三中学校 |